# Wasserturm Tønder
Der Wasserturm Tønder (deutsch: Tondern) ist ein Klinkermauerwerksturm am Standort Tøndermarsken in geringer Entfernung zum heutigen modernen Rathaus der Kleinstadt Tønder in Syddanmark. Errichtet wurde der Wasserturm im Jahr 1902 zur Bereitstellung des notwendigen Wasserdrucks, resultierend aus der Turmhöhe, für die Wasserversorgung in der Gemeindefläche von Tønder.

## Bauwerk
Der Turm hat eine Höhe von 40 Metern und weist eine leichte Verjüngung im Durchmesser des aufgehenden Mauerwerksteils auf. Während der obere Teil des Wasserturms eine zylindrische Form besitzt. Zu Zeiten der Turmnutzung für die Wasserversorgung besaß der obere Turmkörper zur Wasseraufnahme einen Behälter mit einer Kapazität von maximal 250 m³. Die Turmkonstruktion wurde inwändig über sieben Etagen ausgebildet. An dem sich verjüngenden unteren Turmschaft sind auf zwei Ebenen Fenster installiert worden, und zwar jeweils ein Fensterpaar für sich in Ausrichtung Ost-West und Nord-Süd. Über dem Dach des Turmes zierte die Turmspitze eine Wetterfahne aus Metall mit dem Schriftzug „1902“, was als schmückender Zierrat dem Baujahr des Turmes geschuldet war, aber auch als Träger für die oberste Ableitung für den Blitzschutz diente.

## Stilllegung und Umnutzung als Museum
Nach der Stilllegung als Wasserturm wurde in den 1980er Jahren eine Nutzung als Museum entschieden. Eine Stiftung für gemeinnützige Zwecke, die auf A.P. Møller und H.C. Mc-Kinney Møller (Maersk) zurückgeht, spendete einige Jahre später einen Betrag von umgerechnet rund 10 Millionen Euro für die Sanierung und Umwidmung des Turms. Er beherbergt heute das Hans-Wegner-Museum, das nach dem ortsansässigen Fabrikanten für Stuhlmöbel benannt wurde und mit einer Kollektion der ausnahmslos besonders designten Stuhlmodelle die Entwicklung der Sitzmöbel verdeutlicht. Seit der Sanierung und Umwidmung des Wasserturms trägt die Turmspitze eine Wetterfahne mit der Inschrift „Museum“.